# Чураевская волость
Чураевская волость — волость в Бирском уезде Уфимской губернии. Волостной центр — деревня Чураево. Ныне территория Бирского, Бураевского,
Мишкинского районов Республики Башкортостан Российской Федерации.

## География
В пределах волости протекали речки Сикияз, Кынгыр, Тосунур, Екенер, Азяк, Сухояз, Алпиаз. На 1906 года имелись леса частных владельцев.

## Состав
По данным на 1906 год в состав волости входили 34 селения, на 1913 год — 33.
- Алексеевка, при ррч. Сикиязе, Орлянке и Нечаевке.
- Андревский (поч., ныне Андреевка)
- Арасланбекова
- Байбаковский (поч., на прос. дор.)
- Баймурзина
- Бахтыбаева
- Бикшикова
- Больше-Сухоязова
- Букленды
- Верхне-Сухояз д. на прос. дор., бак. лав., вошла в черту Большесухоязово
- Волковский (поч., на прос. дор., бак. лавка)
- Изимарина
- Иликова
- Ишимова
- Кайрякова
- Кильметева
- Константиновский (поч., ныне урочище Константиновка[1])
- Курманаева
- Куянова д. на зем. трак., вин. и 3 бак. лав., 2 х.-з. маг., куз.
- Лепешкина
- Ново-Дюсметева (ныне в черте Новомустафино)
- Ново-Каргина (ныне Каргино)
- Ново-Кульчубаева
- Ново-Мустафина
- Ново-Тимошкина, д. на прос. дор., 2 бак. лав., х.-з. маг.
- Соснова
- Старо-Каргина (ныне Каргино)
- Старо-Кульчубаева
- Тигирменева
- Тимошкино, Старо-Тимошкино
- Токтарова
- Тынбаева
- Чураево (Чураева) — волостной центр

## Население
На 1905 год жителей обоего пола 13981 душ.

## Инфраструктура
По справочнику 1906 года жители занимаются земледелием.